# Зеленогайський кратер
Зеленога́йська астробле́ма утворилася поблизу села Зелений Гай Кіровоградської області (48° 4' пн. ш. 32°45’ сх. д). Існує дві Зеленогайських астроблеми[джерело?]. Перша з них має діаметр 0,7 км, а вік 80 млн років. Про неї мало що відомо, оскільки проводилось мало досліджень.
Молоді, неогенові трубки вибуху Зеленогайської астроблеми пов'язані, імовірно[джерело?], з формуванням на завершальному етапі розвитку присхилового прогину північно-західного орієнтування на межі з ДДЗ. Ці місця вважають потенційно алмазоносними[джерело?].